# 阿夫勞
阿夫勞是西非國家加納東南部的沿海城鎮，由沃爾特地區負責管轄，位於該國與多哥接壤的邊境，居民經濟活動有食品業，2007年人口48,876。18世紀時，阿夫勞是奴隸貿易的主要市場之一。

## 外部連結
- Ghana-pedia webpage - Aflao
- MSN Map

06°07′N 01°12′E / 6.117°N 1.200°E